# Кюнель, Амброзиус
Амброзиус Кюнель (нем. Ambrosius Kühnel; 1771, Лобендау (ныне Любятув, гмина Злоторыя, Польша) — 19 августа 1813, Лейпциг) — немецкий музыкант и музыкальный издатель.
Работал в Лейпциге органистом, одновременно играл на виолончели в оркестре Гевандхауса и в квартетах. Сдружившись с обосновавшимся в Лейпциге в 1799 году композитором Францем Антоном Хофмайстером, совместно с ним 1 декабря 1800 года основал музыкальное издательство Hoffmeister & Kühnel, Bureau de Musique, после отхода Хофмайстера от дел в 1805 году управлял им единолично.
Выпустил, среди прочего, собрание клавирных и органных сочинений Баха (подготовленное И. Н. Форкелем), собрание квартетов Й. Гайдна, квартетов и квинтетов В. А. Моцарта, фортепианные и камерные сочинения Л. Бетховена, Луи Шпора и др. Кроме того, издательство Кюнеля начало выпуск четырёхтомного Нового историко-биографического словаря музыкантов (нем. Neuen historisch-biographischen Lexikon der Tonkünstler), составленного Эрнстом Людвигом Гербером. «Всеобщая музыкальная газета» отмечала в некрологе Кюнелю высокий уровень точности его изданий и то, что его крупные проекты, в том числе издания Баха и словарь Гербера, явно были направлены не столько на извлечение прибыли, сколько на пользу искусству.
После смерти Кюнеля издательство было приобретено лейпцигским книготорговцем Карлом Фридрихом Петерсом и получило в дальнейшем широкую известность как Edition Peters.
Кюнелю принадлежит также ряд собственных композиций, в том числе 12 органных трио.